# ماكس تيميسلا
ماكس تيميسلا (بالإندونيسية: Max Timisela) هو لاعب كرة قدم إندونيسي في مركز الهجوم، ولد في 7 يونيو 1944 في باندونغ في إندونيسيا. شارك مع منتخب إندونيسيا لكرة القدم. أما مع النوادي، فقد لعب مع برسيب باندونغ.